# Teoria das Duas Nações

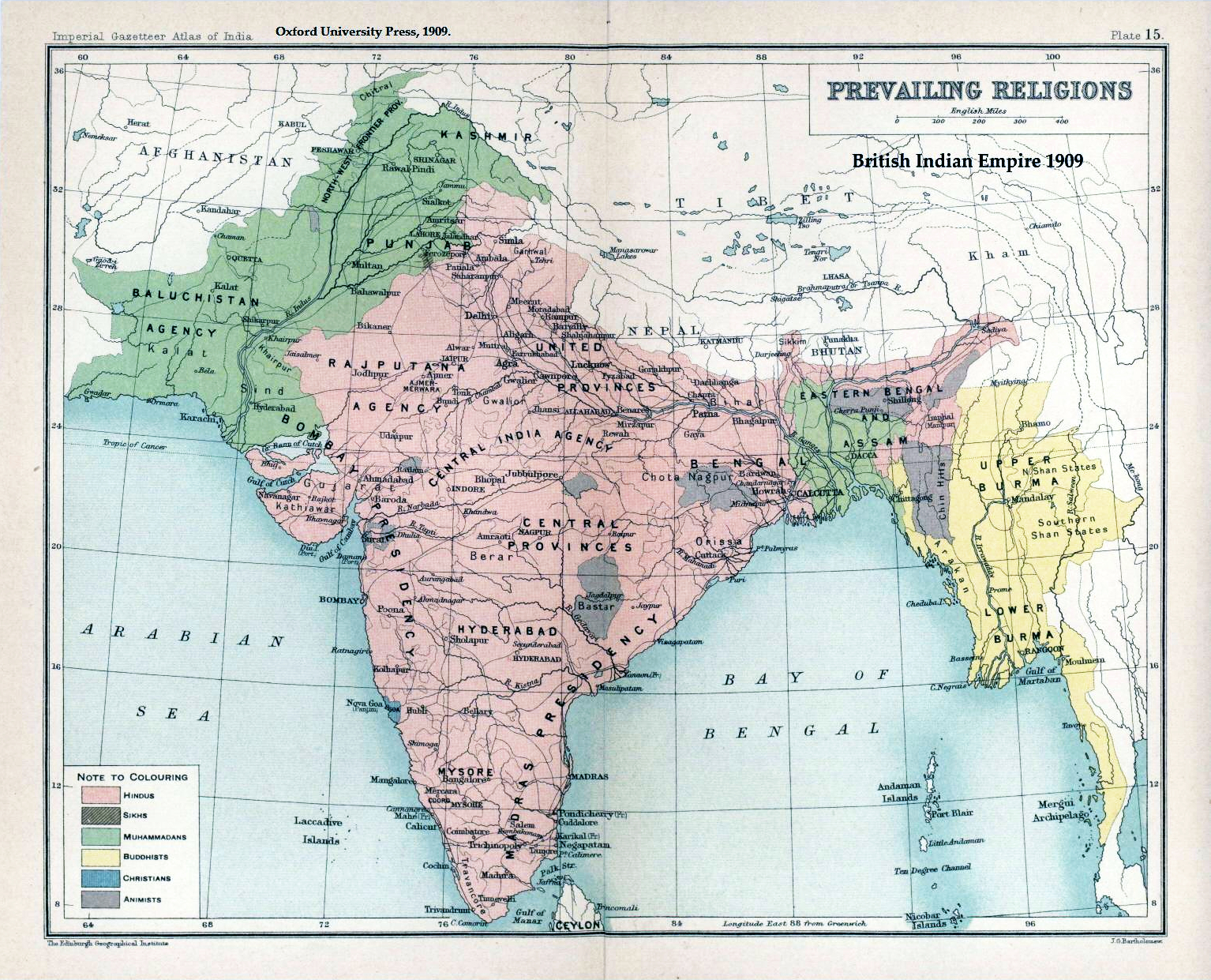
Um mapa do Império Britânico Indiano, 1909, mostrando as religiões majoritárias prevalecentes da população para os diferentes distritos.

A teoria das duas nações (em urdu:  دو-قومی نظریہ‎ — Dō-qaumī naẓariyah, Devanagari: दो-क़ौमी नज़रिया, em bengali:  দ্বিজাতি তত্ত্ব — Dijati totto) é uma ideologia em que a identidade primária e o denominador unificador dos muçulmanos no subcontinente sul asiático é sua religião, em vez de sua língua ou etnia, e, portanto, os indianos hindus e muçulmanos são duas nações distintas, independentemente da etnia ou outras semelhanças. A teoria das duas nações foi um princípio fundador do Movimento pelo Paquistão (ou seja, a ideologia do Paquistão como um Estado-nação muçulmano no sul da Ásia), e a partição da Índia em 1947.
A ideologia de que a religião é o fator determinante na definição da nacionalidade dos muçulmanos indianos foi empreendida por Muhammad Ali Jinnah, que a denominava como o despertar dos muçulmanos para a criação do Paquistão. É também uma fonte de inspiração para várias organizações nacionalistas hindus, com causas tão variadas como a redefinição dos muçulmanos indianos como estrangeiros não indianos e cidadãos de segunda classe na Índia, a expulsão de todos os muçulmanos da Índia, o estabelecimento de um Estado legalmente hindu na Índia, a proibição de conversões ao islamismo e a promoção de conversões ou reconversões de muçulmanos indianos ao hinduísmo.
Existem diferentes interpretações da teoria das duas nações, com base no fato de as duas nacionalidades postuladas podem coexistir em um território ou não, com implicações radicalmente diferentes. Uma interpretação argumentava pela autonomia soberana, incluindo o direito de secessão, para as áreas de maioria muçulmana do subcontinente indiano, mas sem qualquer transferência de populações (ou seja, hindus e muçulmanos continuariam a viver juntos). Uma interpretação diferente sustenta que os hindus e os muçulmanos constituem "dois modos de vida distintos e frequentemente antagônicos, e que, portanto, eles não poderiam coexistir em uma nação". Nesta versão, a transferência de populações (ou seja, a remoção total de hindus de áreas de maioria muçulmana e a remoção total de muçulmanos de áreas de maioria hindu) constitui um passo desejável para uma separação completa das duas nações incompatíveis que "não podem coexistir em um relacionamento harmonioso".
A oposição à teoria vem de duas fontes. A primeira é o conceito de uma única nação indiana de que hindus e muçulmanos são duas comunidades interligadas. Este é um princípio fundador da moderna, oficialmente secular, República da Índia. Mesmo depois da formação do Paquistão, os debates sobre se os muçulmanos e hindus são nacionalidades distintas ou não continuaram no país também.  A segunda fonte de oposição é o conceito de que embora os indianos não sejam uma nação, tampouco sejam os muçulmanos ou os hindus do subcontinente, são, ao invés disso, as unidades provinciais relativamente homogêneas do subcontinente que são verdadeiras nações e merecedoras de soberania; este ponto de vista foi apresentado pelas subnacionalidades do Paquistão: baluchis, sindis e pashtuns.